# Ti odio, ti lascio, ti...
Ti odio, ti lascio, ti... (The Break-Up) è un film del 2006 diretto da Peyton Reed, con Jennifer Aniston e Vince Vaughn.

## Trama
Gary Grobowski, di origine polacca, lavora come guida in un bus turistico, gestito dalla società che divide con i suoi due fratelli Lupus e Dennis. Durante una partita di baseball conosce Brooke Meyers, una dipendente della galleria d'arte dell'artista Marylin Dean. I due si innamorano e decidono di andare a vivere insieme in un appartamento a Chicago comprato da entrambi.
Dopo due anni, però, il loro rapporto si complica sempre più e i litigi sono all'ordine del giorno: Gary infatti si lamenta del fatto che lei non gli lasci mai un attimo di pace e di indipendenza, mentre Brooke si lamenta che lui non la aiuti mai nelle faccende di casa e che non la ringrazia mai per quello che fa. Così Gary esce di casa arrabbiato e chiede consigli all'amico Johnny Ostrofski, mentre Brooke chiama l'amica Addie. Gary, tornato a casa, cerca di rilassarsi giocando al videogioco Grand Theft Auto: San Andreas ma dopo l'ennesima lite i due si lasciano, decidendo però di continuare a vivere nella stessa casa perché nessuno è disposto a lasciarla. I contrasti continuano con continue provocazioni reciproche: Gary acquista un biliardo, organizza feste con amici e partite di Texas hold 'em con donne in bikini provocando la gelosia di Brooke, che si rivela ancora innamorata di lui. Brooke, invece, inizia a frequentare altri ragazzi provocando la gelosia di Gary.
Quando il loro amico e agente immobiliare Mark Riggleman capisce la situazione, li convince a vendere l'appartamento considerato il suo elevato valore. Gary e Brooke sono costretti a lasciare la casa entro due settimane. Brooke invita Gary a un concerto degli Old 97's con l'intento di salvare il loro rapporto, ma egli, non capendo quanto lei ci tenga, non si presenta all'evento, facendola scoppiare in lacrime. Gary va a bere una birra con l'amico Johnny, il quale gli fa capire che è stato egoista e non ha mai capito tutto il sostegno di Brooke verso di lui, ma ormai è troppo tardi. Con l'intento di viaggiare in Europa, Brooke lascia il suo lavoro; quando porta un cliente della galleria d'arte a casa, la trova pulita e anche una tavola imbandita: Gary l'ha fatto con l'intento di riconquistarla. Lei scoppia in lacrime, ma capisce di non poter continuare a stare con lui; Gary sembra capire e la bacia prima di andarsene. Gary e Brooke lasciano la casa e così Gary si dedica di più al suo lavoro, mentre Brooke viaggia per il vecchio continente. Qualche tempo dopo, i due si incontrano e iniziano a parlare felicemente per poi separarsi con un sorriso.

## Produzione

### Cast
Tra gli attori del film vi è, nel ruolo di un amico di Gary, Jon Favreau, in seguito diventato affermato regista, tra gli altri, di Iron Man. Lo stesso Favreau, aveva già recitato insieme a Jennifer Aniston in alcune puntate di Friends, interpretando Pete, magnate dell'informatica multimilionario, che nella sitcom è il ragazzo di Monica Geller (Courteney Cox) per un breve periodo.
Nel film appare anche l'attrice svedese Ann-Margret, che negli anni sessanta ha recitato a fianco di Vittorio Gassmann ne Il tigre (1967).

## Accoglienza

### Incassi
La pellicola fu un grandissimo successo al botteghino. In Italia ha guadagnato 4203663 €, con un'apertura al botteghino pari a 1 352 875 €. Negli USA ha guadagnato 118703275 $, con un'apertura di 39 172 785 $. Con un budget stimato in 52 milioni di dollari, il film ha incassato globalmente 204 999 686 $.

## Riconoscimenti
- 2006 - Teen Choice Awards
  - Miglior alchimia a Jennifer Aniston e Vince Vaughn
  - Candidatura per la miglior commedia
  - Candidatura per il miglior attore in un film commedia a Vince Vaughn
  - Candidatura per la miglior attrice in un film commedia a Jennifer Aniston
- 2007 - ASCAP Award
  - Top Box Office Films a Jon Brion e John O'Brien
- 2007 - People's Choice Awards
  - Candidatura per la miglior coppia a Jennifer Aniston e Vince Vaughn
- 2007 - Teen Choice Awards
  - Candidatura per la miglior rivelazione maschile a Justin Long